# Football Conference
La Football Conference és una lliga anglesa de non-league football reagrupant tres divisions. La divisió més alta és la Conference National, posicionada en el cinquè nivell del sistema piramidal anglès, un esglaó més avall es troben les Conference North i Conference South, les dues en el sisè nivell.
La Football Conference va ser fundada el 1979 sota el nom de Alliance Premier League. Llavors era un campionat, l'anterior a la Conference National. El 2004, després d'una profunda reestructuració de la National League System, el campionat va ser batejat Conference National i es van afegir 2 divisions suplementàries: la Conference North i la Conference South. Aquell mateix any, la Football Conference es va transformar en una lliga i des d'aleshores gestiona les divisions nacionals, Nord i sud.
La Football Conference es troba al cim de la National League System (NLS). Aquesta estructura, sota l'auspici de la Federació anglesa de futbol, agrupa més de 50 lligues. La Conference National correspon al primer esglaó, la Conference North i la Conference South al segon. A sobre de la Conferència es troben els 92 clubs anglesos representant els quatre nivells més alts del futbol anglès: la Premier League i la Football League. Des de la temporada 2006/2007, la Conference National es compon de 24 equips, la Conference North i la Conference South amb 22 equips cadascuna. Cada equip s'enfronta a la resta d'equips dues vegades per temporada. Una victòria equival a 3 punts, un empat 1 i una derrota 0 punts.